# Реополиглюкин
Реополиглюкин (лат. Solutionis Rheopolyglukini) — 10 % коллоидный раствор декстрана (полимера глюкозы с молекулярной массой 30 000 — 40 000) с добавлением изотонического раствора хлорида натрия или 5 % раствора глюкозы (две врачебных формы).

## Внешний вид
Прозрачная, бесцветная, апирогенная жидкость, без запаха, солоноватая или сладковатая на вкус.

## Фармакологические свойства
Реополиглюкин (обе врачебные формы) представляет собой плазмозаменный раствор, специфическое действие которого состоит в повышении суспензийных свойств крови, уменьшении её вязкости, содействии восстановлению кровотока в мелких капиллярах, предотвращении и устранении агрегации форменных элементов крови. При быстром его переливании объём плазмы может увеличиваться почти в 2 раза по сравнению с объёмом введенного препарата.
Период полувыведения — около 6 часов, основное количество выводится почками. Около 70 % введённого реополиглюкина выводится из организма в течение первых суток. Некоторая часть реополиглюкина поступает в ретикуло-эндотелиальную систему, где он постепенно распадается до глюкозы.

## Показания к применению
Реополиглюкин применяют для улучшения капиллярного кровотока с целью профилактики и лечения травматического, операционного, токсичного и ожогового шока; для улучшения артериального и венозного кровообращения с целью профилактики и лечения тромбозов, тромбофлебитов, эндартериттов, болезни Рейно; для добавления к перфузийной жидкости в аппаратах искусственного кровообращения (АИК) при операциях на сердце; для улучшения микроциркуляции и уменьшения тенденции к тромбозам в трансплантате при сосудистых и пластических операциях.

## Противопоказания
Реополиглюкин противопоказан при аномальном количестве крови и плазмы в организме, гипергидратации, диссеминированном сосудистом свертывании, тромбоцитопении, заболеваниях почек, которые сопровождаются анурией, сердечной недостаточностью и в случаях, когда нельзя вводить большие объемы жидкости. Также противопоказаниями являются гиперчувствительность к декстрану, выраженная аллергия на препарат.
Реополиглюкин с 0,9 % раствором натрия хлорида не следует вводить при патологических изменениях в почках, а реополиглюкин с 5 % глюкозой — при нарушениях углеводного обмена и, в особенности, при диабете.